# Protomunda pulchra
Protomunda pulchra är en insektsart som beskrevs av Andrej Vasiljevitj Gorochov 2008. Protomunda pulchra ingår i släktet Protomunda och familjen syrsor. Inga underarter finns listade i Catalogue of Life.